# Bandiera della Sassonia
Sia la bandiera civile che quella statale dello stato tedesco della Sassonia presentano un bicolore bianco su verde, simile alla provincia austriaca della Stiria, sebbene non siano storicamente correlate tra loro. La bandiera statale è simile alla bandiera civile, tranne per il fatto che è caricata al centro con lo stemma della Sassonia. I colori di entrambe le bandiere furono ufficialmente decisi come colori statali nel 1815 nel Regno di Sassonia. L'aristocrazia usava principalmente e in un primo momento la versione quadrangolare e in seguito quella rettangolare.

## Panoramica
La bandiera civile bicolore bianca su verde fu usata prima della Seconda guerra mondiale e formalmente abolita nel 1935, sotto le riforme del Terzo Reich. Fu riadottata nel 1945 quando la Sassonia tornò a essere uno stato, e abolita nel 1952 sotto le riforme di governo della Repubblica Democratica Tedesca. Quando la Germania fu riunificata, la Sassonia tornò a essere uno stato, e così la bandiera fu finalmente riadottata ufficialmente nel 1991, dopo essere stata un simbolo molto usato durante le dimostrazioni nella Repubblica Democratica Tedesca nel 1989/90.

## Bandiere delle minoranze
Il paragrafo 4 dell'articolo 2 della Costituzione dello Stato libero di Sassonia garantisce alle altre bandiere l'uguaglianza accanto alla bandiera dello Stato sassone.

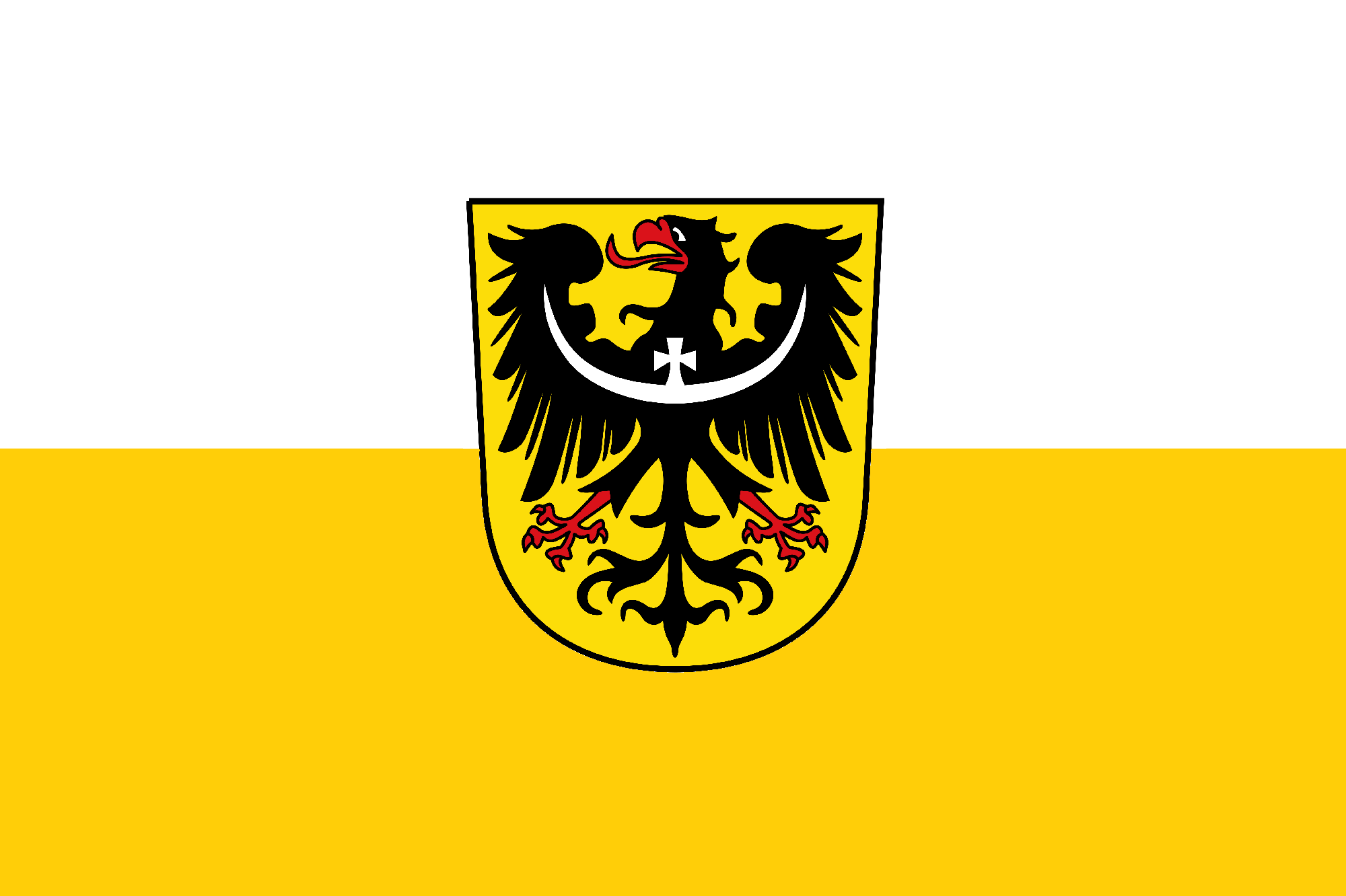
Slesiani (con aquila)
Slesiani
Sorabi